# Como (cognome)
Como è un cognome di lingua italiana.

## Varianti
Comaschi, Comastri, Comel, Comelini, Comella, Comellato, Comelli, Comellini, Comello, Comencini, Cometti, Comi, Comin, Comina, Cominelli, Cominetti, Comini, Comino, Cominotti, Cominotto, Cominu, Comis, Comisso, Comolli, Comotti, Comotto, Comozzi, Comuzzi, Comuzzo, Commella.

## Origine e diffusione
Il cognome è presente prevalentemente in Emilia-Romagna e in Italia centrale.
Potrebbe derivare dal toponimo Como o dall'aferesi del cognome Giacomo: in tal caso sarebbe variante del cognome Giacomi.

## Persone
- Felice Como – calciatore italiano
- Francesco Paolo Como – pittore e scultore italiano
- Giroldo da Como – scultore e architetto italiano